# Chaetodon assarius
Chaetodon assarius är en fiskart som beskrevs av Waite, 1905. Chaetodon assarius ingår i släktet Chaetodon och familjen Chaetodontidae. IUCN kategoriserar arten globalt som livskraftig. Inga underarter finns listade i Catalogue of Life.